# Brachycrotaphus buttneri
Brachycrotaphus buttneri är en insektsart som beskrevs av Karsch 1896. Brachycrotaphus buttneri ingår i släktet Brachycrotaphus och familjen gräshoppor. Inga underarter finns listade i Catalogue of Life.